# 김효영 (풋살 선수)
김효영(1991년 7월 30일 ~ )은 대한민국의 풋살 선수이다. 현재 대한민국 여자 FK리그 전북 필로스 WFC에서 활약하고 있다.